# Jean-Herbert Austin
Jean-Herbert Austin (* 23. Februar 1950) ist ein ehemaliger haitianischer Fußballspieler.

## Karriere
Austin studierte an der New York University, wo er sich an dessen Fußballmannschaft beteiligte. Er wurde zweimal in das All-American's men's soccer team und dreimal in das New York State All-Star Team berufen. 1988 wurde er in die NYU Sports Hall of Fame aufgenommen. Anschließend spielte er für Violette AC.
Außerdem war Austin im Kader von Haiti bei  der WM 1974, kam aber in keinem Spiel zum Einsatz.